# Zasledovalec samega sebe
Roman Zasledovalec samega sebe (1975) Vitomila Zupana pripoveduje o dogodivščinah mladega avanturista Taha. 
Bral sem: »Ali naj morda življenje sovražim? Zbežim v puščavo, ker niso dozorele vse zlate sanje? Tukaj sedim in delam ljudi po svoji podobi, ljudi, ki bodo meni enaki, ki bodo trpeli, jokali, uživali in se veselili in ničesar častili!«

### Zgodba
Zgodba govori o mladeniču Tahu, ki je živel v večstanovanjski hiši na Montmartru. Tah je imel težave s sosedom, ki je živel pod njim. Vsak dan ga je opazoval, poslušal in si o njem mislil le najhuje. Ni vedel, kako se imenuje, zato mu je dal ime Ezekiel. Da bi preživel in dobil kaj denarja, je vsak dan po gostilnah in kavarnah prodajal razglednice, na katere je risal slike. Nekega dne, ko se je napotil domov, je videl, da so Ezekielova stanovanjska vrata odprta, zato se je pretihotapil v njegovo stanovanje. Ko je starec prišel v svoje stanovanje, je bilo Tahu neprijetno in želel je uiti, vendar ko je že hotel iz stanovanja, ga je starec opazil. Videl je starčeve rumene oči s črno piko in vzel stol ter z njim udaril po starčevi glavi. Ezekiel je bil na mestu mrtev.
Ob preiskovanju umora so policisti prijeli Taha, saj ni imel urejenih dokumentov. Spraševali so ga po starcu z imenom Lafarin, vendar jim je mladenič rekel, da soseda skorajda ni poznal. Tah je večer preživel v celici in tam srečal Jevgenija in Fjodorja, naslednji dan pa odšel v Marseille. Po prihodu v Marseille, se je Tah odločil, da bo pobegnil. Povabil je tudi svoja nova prijatelja in skupaj jim je uspelo zbežati. Sprehajali so se ob obali in zagledali ladjo. Pritihotapil se je nanjo in tam zaspal, dokler ni ladja odrinila. Nekega večera je ladja naletela na hudo nevihto. Tah je pristal v morju, poskušal se je rešiti in takrat je videl Ezekielove oči. Poleg čudnih prividov, se mu je prikazal tudi datum sedmi junij, za katerega je Tah mislil, da je datum njegove smrti.
Ko se je zbudil, je pred njim stal starec - Marok, ki je imel enake oči kot Ezekiel. Vedel je, da je to Ezekielov brat, vendar mu tega ni mogel povedati. Imel je hčer Palis, v katero se je Tah zaljubil. Maroko je Tahu našel službo mornarja in mu priskrbel novo identiteto in mu naročil, naj se vrne sedmega junija čez tri leta po njegovo hčer.
Tah je postal Blais DeMonde, ki je delal na ladji Corinth. Nekega dne je odšel v Afriko, tam je spoznal Mirando. Njuno razmerje je postajalo vedno bolj intimno. Nekega dne je Blais dobil pismo, da je njegov polbrat umrl in mu zapustil grad ter ogromno denarja. To pismo je bilo sicer namenjeno pravemu, umrlemu Balisu in ne mlademu Tahu. Pustil je svoj poklic in se preselil na gradič ob vasi Forges. Na gradu ni živel srečnega življenja, zato se je vrnil nazaj k Mirandi. Kmalu sta se začela prepirati. Približeval se je sedmi julij in Blais se je odločil, da se bo vrnil k Palis. Mirandi je pustil pismo in odrinil.
Ko je prispel v mesto Marseille, je zagledal Palis, ki se je odpravljala v Perpignan, kjer je tri leta opremljala njuno bodočo hišo. Skupaj sta odšla v Perpignan, tam pa je Tah začel piti in kaditi, zato ga Palis ni prepoznala. Blais se je odločil, da ji bo pustil enajst tisočakov in dokument Blaisa DeMonde, nato pa kot stari Tah odšel na vlak. Prišel je v pristanišče, pod njim so bile ostre skale, v katere so udarjali valovi. Naenkrat mu je spodrsnilo, vendar se je dvignil in si rešil življenje.

### Kritika in literarna zgodovina
- "V Zasledovalcu samega sebe ima važno vlogo resničnost temne človeške notranjosti, ki pride pogosto navzkriž z zunanjim svetom." (Benhart 1977: 542)

- "Že v tem, morda svojem prvem (ohranjenem) romanu se je Zupan predstavil kot pisatelj, ki mu ni samo do pripovedovanja zgodb, toda hkrati in predvsem do obravnave problemov človeške eksistence, in sicer znotraj zgodbe. Zato je tudi zgodba Zasledovalca kljub svoji zunanje dogajanjski razgibanosti naznotraj močno zrahljana, v njej ni premočrtnega, »razvidljivega« razvijanja dejanj in dogodkov." (Benhart 1977: 541)

- "Roman v osrednjem delu zdrsne v sentimentalno zanikanje nihilizma, v romantični ideal (sorodnost dveh samotnih duš), premagovanje svetobolja - ni naključje, da Tah v ljubezni prevzame tujo identiteto neavtentičnega Blaisa." (Matajc 1998: 58)

- "Struktura podvojene identitete ni le negativen primer samoprevare, ampak pokaže še neko skrito Tahovo lastnost: dejansko je razočaran idealist." (Matajc 1998: 58)

- "Vitomil Zupan uprizarja dvojnost med junakovo "brezvoljno" prepuščenostjo dogodkom, ki ga nosijo, in njegovim neprestanim "telesnim" nemirom; med "slepim" pristajanjem na to, kar je, in obsedenim iskanjem izpolnitve ("zasledovanjem samega sebe")." (Inkret 1980: 145)

- "Tahova pozicija v pripovedi nas spominja na tisto, kar se je slabih deset let kasneje zapisalo v romanu Tujec Alberta Camusa." (Inkret 1980: 146)

- "Prebogata pisateljeva fantazija romanu odvzame velik del idejne resnosti, ki naj bi vsebovala tudi moralni nauk o zgrešenosti junakovih življenjskih poteh." (Glušič 2002: 83)

- "Zasledovalec samega sebe je razvojni roman in prikazuje večstopenjsko krožno pot glavne osebe, ki se duševno in karakterno spreminja glede na svoja dejanja." (Glušič 2002: 82)

- "Zasledovalec samega sebe je tako v prvi vrsti fabula, uprizorjena v sklopih, okvirnih črticah, a metodično konstruiranih naključjih, na videz ležerno sestavljena, vendar v istem tudi nemalo grozljiva zgodba." (Inkret 1976: 70)

- "Roman o človekovi nemoči, nesreči, izgubljenosti, amorali, usodnosti." (Kermauner 1982: 245)

- "V Zasledovalcu samega sebe dramatični zločin na začetku zbuja asociacije na Poeja, Dostojevskega in Gida, vendar Zupan ne razbira etičnih idejno vrednostnih vidikov problema." (Nežič 1998: 42)

- "Avtor nas z veščim pisateljskim peresom vodi po impresionistično opisanih mestih, med realistično naslikanimi ljudmi." (Puklavec 1983: 33)

- "Posredne sledove nehotnega uboja, ki se je zgodil leta 1932 (nehotni uboj prijatelja) je opaziti že v Zupanovem predvojnem romanu Zasledovalec samega sebe." (Janko Kos v Berger 1993: 15–16).

- "Prevladuje zunanja dogajalna plat junakovih blodenj, ki jo razpreda bolj v stilu popularnega pustolovskega žanra s kombiniranjem elementov pomorskega in nastankov kriminalnega ter erotičnega romana." (Alenka Koron v Berger 1993: 26)